# 임용수 (역도 선수)
임용수(1980년 2월 9일 ~ )는 조선민주주의인민공화국의 역도 선수이다. 그는 2002년 바르샤바 세계 역도 선수권 대회때 남자 62kg 부문에서 총 315.0kg을 들어서 금메달을 획득했다. 그는 2002년 부산 아시안 게임과 2006년 도하 아시안 게임에서 은메달을 획득했다.
임용수는 2000년 시드니 하계 올림픽과 2004년 아테네 하계 올림픽때 같은 부문에 참가했지만, 예선에서 탈락했다. 임용수는 2007년 치앙마이 세계 역도 선수권 대회에서 2위를 했다.